# Defensive computing
Defensive computing (англ. Захисні обчислення) — така форма взаємодії користувачів з комп'ютером, яка дозволяє знизити ризик появи проблем, пов'язаних з його працездатністю. Основна мета цього способу полягає в тому, щоб, незважаючи на будь-які несприятливі умови роботи комп'ютерної системи або будь-які помилки, зроблені користувачами, система перебувала в стані очікування і готовності до можливих проблематичних ситуацій до моменту їх виникнення. Це може бути досягнуто через дотримання безлічі загальних керівних принципів, а також застосування певних комп'ютерних технологій.
Стратегії щодо захисту комп'ютера можна розділити на три категорії: мережева безпека, резервне копіювання і відновлення даних.

## Мережева безпека
При доступі в Інтернет та інші мережі, користувачі піддають свої комп'ютери загрозі. Використання будь-якого з цих з'єднань дозволяє іншим користувачам отримати доступ до його системи і важливої інформації. Користувачі прагнуть знизити ризик, пов'язаний з доступом в їх мережу, застосовуючи певні стратегії.

### Брандмауер
Брандмауер — колекція заходів безпеки, які захищають комп'ютер від шкідливого вхідного і вихідного трафіку в Інтернеті, і запобігає несанкціонований доступ до комп'ютерних систем. Ці заходи безпеки об'єднані у формі спеціального програмного забезпечення, яке працює автономно на окремих комп'ютерних системах, або зовнішнім чином, через програмне забезпечення в маршрутизаторах і модемах.
Брандмауер не захистить комп'ютер від поточного шкідливого або несанкціонованого вхідного трафіку. Мета захисту комп'ютера полягає в тому, щоб знайти та реалізувати якісне програмне забезпечення брандмауера, який фільтрує і вхідний, і вихідний трафік.

### Анти-шкідливе програмне забезпечення
Основний спосіб захисту комп'ютера, яким користується більшість користувачів, полягає в тому, щоб встановити та використовувати анти-шкідливе програмне забезпечення. Брандмауери не можуть захистити комп'ютер в повній мірі. Деяке шкідливе програмне забезпечення може пройти через брандмауер і залізти в систему. Анти-шкідливе програмне забезпечення, таке як антивірус, антифішинг і поштове фільтрувальне програмне забезпечення здійснює деякий захист від шкідливого програмного забезпечення, яке знаходиться в комп'ютері. Загальна кількість шкідливого програмного забезпечення, яке знаходиться в Інтернет мережі, постійно збільшується. Користувачам важливо використовувати таке анти-шкідливе програмне забезпечення, яке легко і ефективно оновлюється, щоб боротися з новими видами шкідливого програмного забезпечення.

### Скептицизм
Скептичне ставлення до даних, які користувач отримує через Інтернет — важливий аспект захисту комп'ютера. Шкідливе програмне забезпечення може існувати в безлічі різних форм, і багато з них вводять в оману користувачів і навіть деяке анти-шкідливе програмне забезпечення. Користувачі, які захищають свій комп'ютер серйозно думають над інформацією, до якої вони хочуть отримати доступ, щоб зменшити можливість завантаження та розповсюдження шкідливого програмного забезпечення. Захист включає сканування поштових додатків до їх відкриття і ручну фільтрацію вхідних електронних листів від підозрілих поштових скриньок. Користувачі повинні знати теми і заголовки електронних листів від будь-яких адресатів, оскільки вони фактично можуть містити шкідливе програмне забезпечення або спам. Спам може ввести в оману користувачів неправдивою рекламою, що приводить до розкрадання ідентифікаційних даних. Користувачі можуть сканувати файли, які вони завантажують, до їх відкриття. Також, налаштувати свої комп'ютери таким чином, щоб було показано розширення потенційно небезпечних файлів, які здаються безпечними.  Скептично також потрібно ставитися до вебсайтів, які відвідує користувач. Як і через електронні листи, користувача можуть залучити неправдиві рекламні оголошення. Крім того, шкідливе програмне забезпечення може бути завантажено на комп'ютер, після відвідування якого-небудь вебсайту, і заразити комп'ютер, без відома користувача.

## Процедури резервного копіювання і відновлення
Незважаючи на зусилля користувача по захисту комп'ютера, втрата важливих даних може відбутися не тільки через шкідливе програмного забезпечення, але й через перебої в електриці, відмови обладнання і загального неправильного використання. Незважаючи на те, що принципово неможливо убезпечитись від втрати даних, користувачі можуть вживати заходів, для зменшення обсягу втрачених даних і відновлення системи до її первісного стану.

### Резервне копіювання файлів
Регулярне резервне копіювання важливих файлів-основний спосіб захисту проти ненавмисної втрати даних. Користувачі можуть робити безліч копій важливих даних і зберігати їх або на тому ж комп'ютері, або на іншому пристрої, такому як компакт-диск або зовнішній жорсткий диск. Користувачі можуть також завантажувати важливі файли в Інтернет, якщо у них є доступ до інтернет-служб зберігання інформації.

### Відновлення
Деякі операційні системи мають можливість відновлення комп'ютера до певного стану. Якщо така опція не доступна, користувач може отримати відповідне програмне забезпечення для відновлення системи. Користувач може відновити будь втрачені або змінені файли в разі системного відмови або серйозної втрати даних, і видалити будь-які шкідливі файли, яких не було раніше.

## Належна практика для захисту даних
- Регулярно копіюйте важливі файли, документи та електронні листи.
- Не використовуйте аккаунт адміністратора для повсякденних дій.
- Оновлюйте програмне забезпечення, антивіруси з появою нових версій.
- Відключіть опцію автоматичного виконання у USB флеш-карт. Деякі віруси, особливо черв'яки, поширюються автоматично через карти флеш-пам'яті з USB інтерфейсом.[6]
- Використовуйте різні паролі.
- Завжди підключайтеся до мережі Інтернет через брандмауер.
- Коли сумніваєтеся, не виконуйте дію з файлом.